# Выборы в Законодательную думу Томской области (2021)
Выборы в Законодательную думу Томской области седьмого созыва прошли в Томской области 17—19 сентября одновременно с выборами в Государственную думу РФ, завершившись в единый день голосования 19 сентября 2021 года.
Выборы проходили согласно смешанной избирательной системе: избирался 21 депутат по партийным спискам с установленным для них 5-процентным барьером и 21 депутат по одномандатным округам (где побеждает кандидат, набравший большинство голосов). Срок полномочий депутатов — 5 лет.
Число избирателей, внесённых в список избирателей на момент окончания голосования — 760 385. Явка составила 40,21 %.

## Ключевые даты
- 21 июня 2021 года Избирательная комиссия Томской области назначила выборы на 19 сентября 2021 года (единый день голосования)[3].
- 22 июня Избирательная комиссия Тюменской области утвердила календарный план мероприятий по подготовке и проведению выборов[4].
- По 4 августа — период выдвижения общеобластного списка кандидатов политической партией (ее региональным отделением), период выдвижения кандидатов по одномандатному избирательному округу политической партией (ее региональным отделением), самовыдвижения по одномандатному избирательному округу[5].
- С 30 июня по 4 августа — период передачи в соответствующую избирательную комиссию документов для регистрации общеобластных списков[5].
- С 5 июля по 9 августа — период передачи в соответствующую избирательную комиссию документов для регистрации кандидатов по одномандатному округу[5].
- До 17 сентября — агитационный период для политической партии (ее регионального отделения) и кандидатов.
- С 21 августа до 17 сентября — период предвыборной агитации в СМИ[5].
- С 14 по 19 сентября — период запрета на опубликование результатов опросов общественного мнения, прогнозов результатов выборов, иных исследований, связанных с выборами, в СМИ[5].
- С 17 по 19 сентября — дни голосования[5].

## Участники

### Выборы по партийным спискам[6]
| Номер в бюллетене | Партия | Партия              | Общая часть списка                                               | Региональных групп | Кандидатов в списке | Статус списка                                                         |
| ----------------- | ------ | ------------------- | ---------------------------------------------------------------- | ------------------ | ------------------- | --------------------------------------------------------------------- |
| 1                 |        | Справедливая Россия | Галина Немцева • Марат Валеев                                    | 21                 | 62                  | зарегистрирован                                                       |
| 2                 |        | ЛДПР                | Владимир Жириновский • Станислав Карпов • Леонид Терехов         | 21                 | 66                  | зарегистрирован                                                       |
| 3                 |        | Новые люди          | Максим Вдовин • Алина Горобец                                    | 18                 | 38                  | зарегистрирован                                                       |
| 4                 |        | Единая Россия       | Сергей Жвачкин • Анатолий Рожков • Владимир Кравченко            | 21                 | 91                  | зарегистрирован                                                       |
| 5                 |        | Яблоко              | Василий Ерёмин • Евгений Каверзин • Игорь Лютаев                 | 19                 | 53                  | зарегистрирован                                                       |
| 6                 |        | КПРФ                | Наталья Барышникова • Константин Галимов-Ермак • Алексей Фёдоров | 21                 | 64                  | зарегистрирован                                                       |
| 7                 |        | Партия роста        | Елена Ульянова • Ирина Дорохова • Анна Куликова                  | 14                 | 38                  | зарегистрирован                                                       |
| —                 |        | Партия пенсионеров  | Виктор Гринев                                                    | 12                 | 25                  | отказано в регистрации (выявлено более 5 % недействительных подписей) |

### Выборы по одномандатным округам[8]
| Партия | Партия              | Число выдвинутых кандидатов | Число зарегистрированных кандидатов |
| ------ | ------------------- | --------------------------- | ----------------------------------- |
|        | Единая Россия       | 21                          | 21                                  |
|        | ЛДПР                | 21                          | 21                                  |
|        | Справедливая Россия | 20                          | 19                                  |
|        | КПРФ                | 20                          | 18                                  |
|        | Яблоко              | 19                          | 18                                  |
|        | Новые люди          | 20                          | 16                                  |
|        | Партия роста        | 7                           | 7                                   |
|        | Самовыдвижение      | 7                           | 3                                   |
|        | Партия пенсионеров  | 1                           | —                                   |
| Всего  | Всего               | 136                         | 123                                 |

## Результаты
| Место                      | Место                      | Партия                     | по партийным спискам | по партийным спискам | по партийным спискам | по партийным спискам | по одно- мандатным округам | всего         | всего | всего   | всего   |
| Место                      | Место                      | Партия                     | Голоса               | %                    | +/- %                | Получено мест        | Получено мест              | Получено мест | +/-   | %       | +/- %   |
| -------------------------- | -------------------------- | -------------------------- | -------------------- | -------------------- | -------------------- | -------------------- | -------------------------- | ------------- | ----- | ------- | ------- |
|                            | 1.                         | «Единая Россия»            | 101 530              | 33,21 %              | ▼8,00 %              | 8 (▼2)               | 19 (▼2)                    | 27            | ▼4    | 64,29 % | ▼9,52 % |
|                            | 2.                         | КПРФ                       | 74 646               | 24,42 %              | ▲7,51 %              | 6 (▲2)               | 1 (▲1)                     | 7             | ▲3    | 16,67 % | ▲7,14 % |
|                            | 3.                         | ЛДПР                       | 38 613               | 12,63 %              | ▼8,57 %              | 3 (▼2)               | 0 (▬)                      | 3             | ▼2    | 7,14 %  | ▼4,76 % |
|                            | 4.                         | «Справедливая Россия»      | 33 676               | 11,01 %              | ▲2,36 %              | 2 (▬)                | 1 (▲1)                     | 3             | ▲1    | 7,14 %  | ▲2,38 % |
|                            | 5.                         | «Новые люди»               | 31 160               | 10,19 %              | ↗10,19 %             | 2 (↗2)               | 0 (вперв.)                 | 2             | ↗2    | 4,76 %  | ↗4,76 % |
|                            |                            |                            |                      |                      |                      |                      |                            |               |       |         |         |
|                            | 6.                         | «Яблоко»                   | 9606                 | 3,14 %               | ▼0,77 %              | 0 (▬)                | 0 (▬)                      | 0             | ▬     | 0 %     | ▬       |
|                            | 7.                         | Партия роста               | 6632                 | 2,17 %               | ▼0,02 %              | 0 (▬)                | 0 (▬)                      | 0             | ▬     | 0 %     | ▬       |
|                            |                            | Самовыдвижение             |                      |                      |                      |                      | 0 (▬)                      | 0             | ▬     | 0 %     | ▬       |
| Недействительные бюллетени | Недействительные бюллетени | Недействительные бюллетени | 9873                 | 3,23 %               | ▲0,42 %              |                      |                            |               |       |         |         |
| Всего                      | Всего                      | Всего                      | 305 736              | 100 %                | —                    | 21 (▬)               | 21 (▬)                     | 42            | ▬     | 100 %   | —       |